# Treat Williams
Richard Treat Williams (Rowayton, 1 de dezembro de 1951 – 12 de junho de 2023) foi um ator norte-americano e escritor de livros infantis. Ganhou destaque com suas aparições em dois filmes de 1979: o musical Hair e no filme de Steven Spielberg, 1941. Seus créditos subsequentes incluíram papéis em filmes como Prince of the City (1981), Once Upon a Time in America (1984), Flashpoint (1984), Smooth Talk (1985), Dead Heat (1988), The Phantom (1996), The Devil's Own (1997), Deep Rising (1998), The Deep End of the Ocean (1999), Miss Congeniality 2 (2005) e 127 Hours (2010). Os elogios de Williams incluem indicações para dois Prémios Screen Actors Guild, três Globos de Ouro, um Emmy, dois Satellite e um Independent Spirit.
Fora do filme, Williams estrelou como Dr. Andy Brown na série Everwood (2002–06) — pelo qual foi duas vezes indicado ao Screen Actors Guild Award por Melhor Performance em Série Dramática — e como Mick O'Brien em Chesapeake Shores (2016–22). Ele recebeu indicações ao Globo de Ouro e ao Emmy por seu trabalho nos filmes de televisão A Streetcar Named Desire (1984) e The Late Shift (1996), respectivamente, e teve papéis recorrentes em White Collar (2012–13) e Chicago Fire (2013–18). No palco, Williams apareceu no papel principal de Danny Zuko na série original da Broadway de Grease em 1972. Seus outros créditos teatrais incluem Once in a Lifetime (Broadway, 1978), The Pirates of Penzance (Broadway, 1981), Love Letters (off-Broadway, 1989), e o renascimento de Follies na Broadway em 2001. Em 2010, Williams escreveu o livro infantil Air Show!.

## Morte
Williams morreu em 12 de junho de 2023, aos 71 anos, em um acidente de moto no estado de Vermont.

## Filmografia
- Feud: Capote Vs. the Swans (2024)
- Flores Raras(2013)
- Chicago Fire (2013) (televisão)
- Front Of The Class (2008)
- Jogo de Amor em Las Vegas (2008)
- Participação especial em "Brothers & Sisters" como empreiteiro da família Walker que tem um rápido caso com a matriarca Nora (Sally Field). (2006)
- Searching for Mickey Fish (2006) (post-production)
- Everwood (série de TV)
- Miss Congeniality 2: Armed and Fabulous (2005)
- Hollywood Ending (2002)
- "Going to California"(2002) episódio de televisão
- Guilty Hearts (2002) (televisão)
- Venomous (2002)
- Gale Force (2002) (V)
- "UC: Undercover" (2002) episódio de televisão
- Skeletons in the Closet (2001)
- The Substitute: Failure Is Not an Option (2001) (V)
- The Fraternity (2001)
- Critical Mass (2000)
- Crash Point Zero (2000)
- Journey to the Center of the Earth (1999) (televisão)
- The Substitute 3: Winner Takes All (1999) (televisão)
- 36 Hours to Die (1999) (televisão)
- The Deep End of the Ocean (1999)
- Every Mother's Worst Fear (1998) (televisão)
- The Substitute 2: School's Out (1998) (televisão)
- Escape: Human Cargo (1998) (televisão)
- Deep Rising (1998)
- The Devil's Own (1997)
- The Phantom (1996)
- Mulholland Falls (1996)
- The Late Shift (1996) (televisão)
- Things to Do in Denver When You're Dead (1995)
- Johnny's Girl (1995) (televisão)
- In the Shadow of Evil (1995) (television)
- The Taming Power of the Small (1995)
- Mister Dog (1995)
- Texan (1994) (television)
- Parallel Lives (1994) (televisão)
- Where the Rivers Flow North (1994)
- Hand Gun (1994)
- Vault of Horror I (1994) (televisão)
- "Good Advice" (1993) série de televisão
- Road to Avonlea (televisão)
- Bonds of Love (1993/I) (televisão)
- Deadly Matrimony (1992) (televisão)
- "Batman" (1992) (televisão)
- The Water Engine (1992) (televisão)
- Tales from the Crypt (1992) (tv)
- Till Death Us Do Part (1992) (televisão)
- Final Verdict (1991) (televisão)
- "Eddie Dodd" (1991) série de televisão
- Max and Helen (1990) (televisão)
- Drug Wars: The Camarena Story (1990) minissérie
- Oltre l'oceano (1990)
- Russicum - I giorni del diavolo (1989)
- Heart of Dixie (1989)
- Third Degree Burn (1989) (televisão)
- Dead Heat (1988)
- Sweet Lies (1988)
- Echoes in the Darkness (1987) (televisão)
- "Faerie Tale Theatre" (1987) (televisão)
- J. Edgar Hoover (1987) (televisão)
- Notte degli squali, La (1987)
- The Men's Club (1986)
- Smooth Talk (1985)
- Some Men Need Help (1985) (televisão)
- Flashpoint (1984)
- A Streetcar Named Desire (1984) (filme para televisão)
- Once Upon a Time in America (1984)
- Stangata napoletana (1983)
- Dempsey (1983) (televisão)
- The Pursuit of D.B. Cooper (1981)
- Prince of the City (1981)
- Why Would I Lie? (1980)
- Star Wars Episode V: The Empire Strikes Back (1980)
- 1941 (1979)
- Hair (1979)
- The Ritz (1976)
- The Eagle Has Landed (1976)
- Deadly Hero (1976)